# Варничный
Ва́рничный — мыс на восточном берегу Кольского залива Баренцева моря. Находится в южной части залива, в центральной части города Мурманска.
Название дано по варнице (солеварне), располагавшейся здесь с конца XVI века. На мысе около 1575 года Яков и Григорий Аникиевичи Строгановы поставили предприятие по выработке соли из морской воды. В 1579 году солеварня была передана Печенгскому монастырю. К середине XVII века солеварение было прекращено. С 1916 года здесь расположились причалы для военных кораблей, базы подводных лодок и судоремонтные мастерские. В 1925—1927 годах на мысе и в его окрестностях была построена тралбаза Мурманского промыслового флота, с 1934 года — Мурманского рыбного порта.
Южнее мыса в Кольский залив впадает Варничный ручей (в коллекторе).